# Srinivasanallur (Tiruchirappalli)
Srinivasanallur ist ein ca. 4.500 Einwohner zählendes Dorf im südindischen Bundesstaat Tamil Nadu. Am Ortsrand steht ein Hindu-Tempel aus der Chola-Zeit (um 880).

## Lage
Srinivasanallur liegt auf dem Nordufer des Kaveri in einer Höhe von ca. 95 m ü. d. M. ca. 49 km (Fahrtstrecke) nordwestlich der Distriktshauptstadt Tiruchirappalli. Das Klima ist tropisch warm; Regen fällt hauptsächlich in den Monsunmonaten August bis November.

## Bevölkerung
Die überwiegend Tamil sprechenden Einwohner des Ortes sind ganz überwiegend Hindus; andere Religionen spielen unter der Landbevölkerung Südindiens kaum eine Rolle. Der weibliche Bevölkerungsanteil ist ca. 2 % höher als der männliche.

## Wirtschaft
Im Umland des Dorfes wird Feldwirtschaft und auch etwas Viehzucht (Rinder, Hühner) betrieben; im Ort selbst gibt es Kleinhändler, Handwerker und Tagelöhner.

## Geschichte
Mit Unterbrechungen vor allem durch die Chola (ca. 850 bis 1200) herrschte in der Region seit dem Frühmittelalter die Dynastie der Pallavas (Hauptstadt Kanchipuram). Um die Mitte des 13. Jahrhunderts eroberten die Hoysala die Region um Tiruchirapally; sie konnten sich jedoch nur kurzzeitig halten. Von etwa 1260 an herrschte die Pandya-Dynastie, diese wurde jedoch von den Truppen des Sultanats von Delhi unter Malik Kafur im Jahr 1311 vernichtend geschlagen. Im Jahr 1327 löste sich der hiesige Gouverneur Jalaluddin Ahsan Khan von der Zentralmacht in Delhi und begründete im Jahr 1335 das unabhängige, aber nur kurzlebige  Sultanat von Madurai, welches sich erneut mit den Hoysala, aber auch mit dem neuentstandenen Vijayanagar-Reich auseinanderzusetzen hatte, das bis ins 16. Jahrhundert die Führungsmacht in Südindien bleiben sollte. Danach übernahmen die Nawabs von Karnatik bis ca. 1801 die Macht in der Region. Zwischenzeitlich stritten sich jedoch Briten und Franzosen in den Karnatischen Kriegen (1744–1763) um die Vorherrschaft in der Region; die Briten blieben letztlich siegreich.

## Sehenswürdigkeiten
Der Koranganathar-Tempel ist dem Hindu-Gott Shiva geweiht und wird noch dem ausgehenden 9. Jahrhundert zugerechnet. Die Sockelzone des Tempels ist seltsamerweise niedriger als das umgebende Bodenniveau, was bei heftigen oder langanhaltenden Regenfällen (Monsun) zu Problemen führen kann. Das Erdgeschoss des aus einer flachgedeckten Vorhalle (mandapa) und der turmbekrönten Cella (garbhagriha) bestehenden Bauwerks ist durch Pilaster und Figurennischen gegliedert. Im darüber befindlichen Traufgesims befinden sich kleine Blendfenster (kudus). Der restaurierte Turmaufbau besteht ungewöhnlicherweise aus einem zweigeschossigen Unterteil, welches die volle Breite der Cella einnimmt, und einem ebenfalls zweigeschossigen Oberteil mit abschließendem haubenförmigen Dach – von einem stufenförmigen vimana-Turm kann also nur mit großen Einschränkungen gesprochen werden. Der Figurenschmuck an der Außenwand des Erdgeschosses ist von hervorragender Qualität. Es gibt zahlreiche Inschriften des 9., 10., und 11. Jahrhunderts (meist an der Sockelzone des Tempels) – die älteste stammt aus dem Jahr 895.